# ウィーンフィル・ニューイヤーコンサート1988
ウィーンフィル・ニューイヤーコンサート1988(ドイツ語: Neujahrskonzert der Wiener Philharmoniker 1988)は、ウィーン・フィルハーモニー管弦楽団による1988年のニューイヤー・コンサート。指揮はクラウディオ・アバドが務めた（初登場)。

## 概要
- ニューイヤー・コンサートの指揮者は、1987年のヘルベルト・フォン・カラヤンを皮切りに、ウィーン・フィルが信頼を寄せる名指揮者が交代で登壇するようになった。1988年は、ウィーン国立歌劇場総監督を務めるクラウディオ・アバドが、初めて指揮台に立った。
- 第2部にウィーン少年合唱団が1982年以来6年ぶりに出演し、トリッチ・トラッチ・ポルカと「浮気心」をウィーン・フィルの伴奏で歌った。

## 演奏曲目

### 第１部
- 歌劇「ドンナ・ディアナ」序曲 (エミール・ニコラウス・フォン・レズニチェク)
- ポルカ・マズルカ「燃える恋」Op.129 (ヨーゼフ・シュトラウス)
- ポルカ・シュネル「休暇旅行で」Op.133（ヨーゼフ・シュトラウス）
- ワルツ「レモンの花咲くところ」Op.364（ヨハン・シュトラウス2世）
- 狩りのポルカ Op.373（ヨハン・シュトラウス2世)

### 第２部
- 喜歌劇「こうもり」序曲 (ヨハン・シュトラウス2世)
- 新ピチカート・ポルカ Op.449 (ヨハン・シュトラウス2世)
- ワルツ「人生を楽しめ」 Op.340 (ヨハン・シュトラウス2世)
- 仮面舞踏会のカドリーユ (ヨハン・シュトラウス2世)
- トリッチ・トラッチ・ポルカ Op.214 (ヨハン・シュトラウス2世)　　合唱：ウィーン少年合唱団
- ポルカ・シュネル「浮気心」Op.319 (ヨハン・シュトラウス2世)　　合唱：ウィーン少年合唱団
- ワルツ「もろびと手をとり」 Op.443 (ヨハン・シュトラウス2世)
- 常動曲 Op.257 (ヨハン・シュトラウス2世)
- ポルカ・シュネル「大急ぎで」 Op.230 (ヨーゼフ・シュトラウス)

### アンコール
- 山賊のギャロップ Op.393 (ヨハン・シュトラウス2世)
- ワルツ「美しく青きドナウ」Op.314 (ヨハン・シュトラウス2世)
- 「ラデツキー行進曲」Op.228 (ヨハン・シュトラウス1世)

## 備考
- コンサートの模様が収録されたCDが､1988年春にドイツ・グラモフォンから発売されたが、「レモンの花咲くところ」と「狩りのポルカ」がカットされている。映像商品は発売されなかった。